# Kékszárnyú lúd
A kékszárnyú lúd (Cyanochen cyanoptera) a lúdalakúak (Anseriformes) rendjébe, ezen belül a récefélék (Anatidae) családjába, azon belül a tarkaludak (Tadorninae) alcsaládjába tartozó Cyanochen nem egyetlen faja.

## Rendszerezése
A fajt Eduard Rüppell német természettudós és kutató írta le 1846-ban, a Bernicla nembe Bernicla cyanoptera néven.

## Előfordulása
Kizárólag Etiópia területén él. Egyike az Etióp-magasföld bennszülött állatainak. Természetes élőhelyei a szubtrópusi és trópusi magaslati füves puszták és cserjések, mocsarak, tavak, folyók és patakok környékén. Magassági vonuló.

## Megjelenése
Testhossza 75 centiméter, testtömege 1305-2360 gramm. Szürkésbarna tollazata van, szárnyán nagy kékes színű szárnyfolttal. Lába és csőre fekete. A hím és tojó hasonló megjelenésű.
|  |

## Életmódja
Javarészt növényi táplálékon él. A mezőkön leveleket, zöld növényi részeket legel, de elfogyaszt rovarokat és csigákat is.

## Szaporodás
Március és szeptember között van a szaporodási időszaka. Lapos fészkét többnyire a mocsarak vagy tavak partjára építi. A tojó 4-7 krémszínű tojást rak, amiket 34 nap alatt költ ki.

## Természetvédelmi helyzete
Az elterjedési területe kicsi és csökken, egyedszáma  3000-7000 példány közötti és szintén csökken. A Természetvédelmi Világszövetség Vörös listáján sebezhető fajként szerepel.